# Église Saint-Michel d'Amfreville-sous-les-Monts
L'église Saint-Michel est un édifice religieux situé dans la commune d'Amfreville-sous-les-Monts en Normandie. À flanc sur la côte des Deux-Amants, avec le cimetière attenant, elle domine la Seine.

## Historique
La tour-clocher date du XVIe siècle. Le chœur et la nef ont été remaniés au XIXe siècle. Elle était sous le patronage du prieur des Deux-Amants.

## Description
Elle conserve les stalles et lambris de la chapelle du prieuré.

## Protection
L'église constitue, avec le cimetière attenant, d'une superficie de 0,38 ha, un site naturel classé suivant un arrêté du 10 octobre 1929  Site classé (1929).